# 9298 Geake
A 9298 Geake (ideiglenes jelöléssel 1985 JM) a Naprendszer kisbolygóövében található aszteroida. Edward L. G. Bowell fedezte fel 1985. május 15-én.